# Menella woodin
Menella woodin är en korallart som beskrevs av Manfred Grasshoff 1999. Menella woodin ingår i släktet Menella och familjen Plexauridae. Inga underarter finns listade i Catalogue of Life.